# Another Town, Another Train
Another Town, Another Train – piosenka szwedzkiego zespołu ABBA z albumu Ring Ring. Wydana na singlu w 1973 r. w Japonii. ABBA nagrała też tę piosenkę w niemieckiej wersji pod tytułem "Wer im Wartesaal der Liebe steht".